# Кунова (Подкарпатское воеводство)
Куно́ва (пол. Kunowa) — село в Польше, находящееся на территории гмины Сколышин Ясленского повята Подкарпатского воеводства.

## География
Село находится в 4 км от села Сколышин, в 10 км от Ясло и в 59 км от Жешува.

## История
Первое упоминание о селе относятся к XIV веку. В средневековье около села существовал оборонный замок, носящий имя Кунова. Известны многие личности, которые в своих именах употребляют название «Кунова», что свидетельствует о важности существовавшего в селе оборонительного сооружения. В исторических хрониках упоминаются Пётр и Гжегож из Куновы, которые участвовали в 1369 году при осаде Страхоцины. Солтысом села и Харклёвы был Якуш. В 1383 году солецтво наследовал сын Якуша шляхтич Клеменс из Куновы. Отцом дворянина Станислава Освенцима был Флориан Освенцим из Куновы.